# Mariano Madrid
Mariano Madrid Cano, fallecido en Madrid en abril de 1984 fue un empresario teatral español.

## Biografía
Su esplendor profesional se corresponde con los años posteriores a la Guerra civil española, y se prolongaría hasta entrada la década de 1970, coincidiendo con el auge de la Revista, género en el que especializó a su compañía, fundada en 1940 bajo el nombre de Compañía Infantil de Revistas, Zarzuelas y Operetas.
Fue el descubridor de numerosos intérpretes del género, mereciendo especial mención el trío cómico Zori, Santos y Codeso, pero también Pedro Peña, Encarna Abad, Pilar Bravo o Mary Campos.
Su mayor éxito profesional lo constituyó la comedia musical La blanca doble (1947), del Maestro Guerrero.